# Ascenso de Fútbol Femenino Profesional de Ecuador
El Ascenso de Fútbol Femenino Profesional de Ecuador también conocido como Ascenso Nacional Femenino, denominada también como Ascenso Nacional Femenino Ecuabet por motivos de patrocinio, es el segundo nivel de la categoría femenina del sistema de ligas de fútbol de Ecuador, organizada por la Comisión Nacional de Fútbol Aficionado (CONFA), en conjunto con la Federación Ecuatoriana de Fútbol
Desde su fundación en 2021, el certamen se ha disputado durante 3 años y se han otorgado 3 títulos. Los clubes que más campeonatos han conseguido son Dep.Ibarra,Patria y Toreros ambos con un campeonato obtenido
El actual campeón es el Emelec que ganó en la final del año anterior en la ciudad de Santo Domingo por marcador de 2-0 al Orense de la ciudad de machala.

## Sistema de competencia
El sistema de clasificación para la fase final en la cual comprende de 2 fases.
Fase provincial:
En esta etapa consiste en los campeonatos provinciales. Cada provincia envía a sus representantes para la fase final según el formato de su competencia.
Fase Amateur:
En esta etapa participaran los equipos que se clasificaron por medio de la Liga de Fútbol Amateur Femenina torneo administrado por la Comisión Nacional de Fútbol Aficionado(CONFA), en la cual se le ha designado 5 cupos de los cuales serán para los semifinalistas, más el equipo que haya terminado como 5° puesto ubicado en la tabla general al finalizar la misma.
Fase final:
Los 16 equipos clasificados que provienen de los campeonatos provinciales como de la  Liga de Fútbol Amateur Femenina serán emparejados en 8 llaves, jugando cuartos, semifinal bajo el sistema de eliminación directa en partidos de ida y vuelta, mientras que la final se jugara en sede neutral decidiendo de esta manera al campeón del torneo, tanto campeón como el subcampeón jugaran la Súperliga Femenina de Ecuador del siguiente año.

## Patrocinio
Para el torneo de 2023, la Federación Ecuatoriana de Fútbol llegó a un acuerdo con la empresa Ecuabet para que sea patrocinador del torneo.

## Equipos participantes
Un total de 39 equipos han participado en el Ascenso Nacional Femenino desde su creación en 2021, de los cuales 4 han sido campeones hasta el momento. 
Las Asociaciones de Fútbol de Guayas, Pichincha, y la Comisión de Fútbol Aficionado son las únicas que se mantienen activas desde su fundación en 2021. 
La Asociación de Fútbol del Cañar participó desde 2021 hasta 2022. 
La Asociación de Fútbol del Azuay participa desde 2022. 
La Asociación de Fútbol de Orellana participa desde 2024. 
Las Asociaciones de Loja, Manabí, Carchi y Cotopaxi participaron en una sola ocasión, siendo los 3 primeros en 2021, y el último en 2022. 

## Historial
Nota: Nombres y banderas de los equipos según la época. Entre paréntesis, veces que ha sido campeón el club.
| Temporada | Campeón          | Subcampeón              | Sede                                                                                            |
| --------- | ---------------- | ----------------------- | ----------------------------------------------------------------------------------------------- |
| 2021      | Dep.Ibarra (1)   | Universidad Católica(1) | Estadio General Rumiñahui, Sangolquí                                                            |
| 2022      | Patria (1)       | Ñusta (1)               | Complejo de la AFO, Machala                                                                     |
| 2023      | Toreros F.C. (1) | Dep.Cuenca (1)          | Estadio 9 de Mayo, Machala                                                                      |
| 2024      | Emelec(1)        | Orense(1)               | Olímpico Etho Vega,[[Archivo:\|20px\|border\|Bandera de Santo Domingo (Ecuador)]] Santo Domingo |
| 2025      | Por definir (0)  | Por definir (0)         | Por definir                                                                                     |

### Estadísticas por equipo
| Equipo               | 1º | 2º | Temporadas campeón | Temporadas subcampeón |
| -------------------- | -- | -- | ------------------ | --------------------- |
| Emelec(1)            | 1  |    | 2024.              |                       |
| Toreros F.C.         | 1  |    | 2023.              |                       |
| Patria               | 1  |    | 2022.              |                       |
| Dep.Ibarra           | 1  |    | 2021.              |                       |
| Orense               |    | 1  |                    | 2024.                 |
| Dep.Cuenca           |    | 1  |                    | 2023.                 |
| Ñusta                |    | 1  |                    | 2022.                 |
| Universidad Católica |    | 1  |                    | 2021.                 |

### Estadísticas por provincia
| Provincia |   | Títulos                                      |   | Subtítulos               |  |
| --------- | - | -------------------------------------------- | - | ------------------------ |  |
| Guayas    | 3 | Patria (1) Toreros Fútbol Club (1) Emelec(1) |   |                          |  |
| Imbabura  | 1 | Dep.Ibarra (1)                               |   |                          |  |
| Azuay     |   |                                              | 2 | Ñusta (1) Dep.Cuenca (1) |  |
| Pichincha |   |                                              | 1 | Universidad Católica (1) |  |
| El Oro    |   |                                              | 1 | Orense                   |  |